# Райымбек батыра (электродепо)
ТЧ-1 «Райымбек батыра» —
электродепо, обслуживающее линию А Алма-Атинского метрополитена. Открыто 22 марта 2009 года. Расположено севернее станции «Райымбек батыра».

## Обслуживаемые линии
| # | Линия   | Период                 |
| - | ------- | ---------------------- |
| 1 | Линия A | 2011 — настоящее время |

## Описание
В депо осуществляется техническое обслуживание, ремонт и ночной отстой поездов. Депо соединено со станцией «Райымбек батыра» служебной соединительной ветвью, проходящей под железнодорожными путями. Длина путей от станции составляет 0,29 км. Также в тоннель на небольшую длину заходит один из парковых путей, потому что он не умещается на поверхности. Депо имеет 12 отстойно-ремонтных пролётов и 5 в мотодепо.
Депо имеет гейт с железнодорожной станцией «Алматы-1».
Электродепо оборудовано автоматической системой управления движением СВТС (Communication Based Train Control), обеспечивающей работоспособность в режиме автоведения, произведённой Hyundai Rotem Company. Эта система (RF-CBTC) запатентована и является интеллектуальной собственностью компании Hyundai Rotem. Единственной существующей возможностью внедрения подвижного состава других производителей является полная замена системы управления движением поездов на всех объектах метрополитена на другие аналогичные системы.

## Подвижной состав

### Пассажирский подвижной состав
| Тип           | Период                 | Вагонов в составе | Состояние               |
| ------------- | ---------------------- | ----------------- | ----------------------- |
| Hyundai Rotem | 2011 — настоящее время | 4                 | регулярная эксплуатация |

Подвижной состав — поезда производства южнокорейского концерна Hyundai со сквозным проходом, кондиционированием салона и режимом полного автоведения. Метрополитен укомплектован 28 вагонами, что составляет 7 поездов.
В 2018 году заключен контракт на поставку ещё 8 составов, необходимых для продления линии.
В 2021 году 8 составов, заказанные у Hyundai Rotem, прибыли в депо ТЧ-1 «Райымбек батыра». Количество вагонов увеличилось до 60, что составляет 15 составов.

### Служебный
В депо используется диагностический поезд «Синергия» российского производства. Диагностические вагоны предназначены для проведения скоростной диагностики рельсов. Использование данного состава существенно сокращает затраты на обслуживание пути за счёт меньшей стоимости проверок, увеличения их периодичности, что позволяет своевременно выявлять дефекты.

## Происшествия
В марте 2018 года при производстве маневровых работ на парковых путях электродепо, машинист допустил наезд на тупиковый упор. При осмотре состава установлено повреждение бампера. Электроподвижной состав находился в технически исправном состоянии, но не эксплуатировался.